# Mazenod College (Perth)
Das Mazenod College ist eine weiterführende, private katholische Schule im bergigen Vorort Lesmurdie von Perth (Western Australia), getragen vom Orden der Oblati Mariae Immaculatae (OMI). Benannt ist das College nach dem Heiligen und Gründer des OMI Eugen von Mazenod.
In der Schule leben ca. 100 Internatsschüler, sogenannte „boarding students“. Am Mazenod College wird Schuluniform getragen, bestehend aus blauem Blazer, grauem Hemd und grauer Hose. Zur Beförderung der angehörigen Schüler besitzt das College zwei eigene Schulbusse.
Das College mit den Schulfarben Blau und Weiß zeichnet sich insbesondere durch die sportlichen Aktivitäten und erzielten Leistungen und die „Mazenod College Exhibition“ aus.

## Das Schulsystem
An der Schule werden die Klassen 7 bis 12 unterrichtet und auf den australischen Schulabschluss vorbereitet. Von den sechs Schultagen auf dem wöchentlichen Stundenplan werden real nur fünf pro Woche abgehalten. Diese werden in einem Kalender gekennzeichnet.

## Schulangebot
Neben der Muttersprache Englisch wird auch Italienisch unterrichtet. Neben dem Unterrichtsangebot an Standardfächern wie Mathematik, Fächern des natur- und sozialwissenschaftlichen Bereichs, Kunsterziehung, Gestaltung & Technologie, Informationstechnologie usw. wird dem Religionsunterricht an Kirchenschule sehr viel Wert beigemessen.
Angeboten werden zahlreiche Aktivitäten am College, unter anderem Schach, Touren, sportliche Aktivitäten und vieles mehr.
Das College verfügt über mehrere Schulbands, die auch schon international aufgetreten sind.
Den verschiedenen Sportstätten mit den Bezeichnungen Albini, Cebula, Gavin und Grandin wurden die jeweils spezifischen Trikotshirtfarben Gold, Grün, Rot und Weinrot zugeordnet. Die dazu getragene Sporthose ist blau. Viele Schüler des Mazenod College spielen heute in der Australian Football League (AFL), der höchsten australischen Footballliga. Die Schule ist auch durch ihre musischen Tätigkeiten bekannt.

## Mazenod College Exhibition
Jährlich findet die „Mazenod College Exhibition“ (Kunstausstellung) in der Turnhalle statt. An der Veranstaltung nehmen auch namhafte, australische Künstler teil, wie z. B. Cedric Baxter, Ratimir Marijan Gomboc besser bekannt als „Ron Gomboc“ und Jules Sher.

## Partnerschulen
- St Brigid’s College

## Bekannte Angehörige
- Matthew Keogh (* 1981), Politiker und Präsident der Young Labor (Australian Labor Party)
- Peter Luczak (* 1979), australischer Profitennisspieler
- Paul Hasleby (* 1981), australischer Profifootballspieler
- Michael Johnson (* 1984), australischer Profifootballspieler